# Дячук Максим Ростиславович
Максим Ростиславович Дячук (нар. 21 липня 2003, смт. Ясіня, Рахівський район, Закарпатська область, Україна) — український футболіст, центральний захисник київського «Динамо».

## Клубна кар'єра
Народився у смт. Ясіня Закарпатської області. Вихованець рахівської ДЮСШ. У ДЮФЛУ з 2016 по 2019 рік виступав за франківську «Ніку» та моршинську «Скалу».
Навесні 2019 року приєднався до київського «Динамо». Навесні наступного року переведений до юнацької (U-19) команди киян. Одного разу потрапив до заявки «Динамо» в Юнацькій лізі УЄФА, але на поле не виходив. У сезоні 2020/21 років декілька разів потрапляв до заявки «молодіжки» киян, але на поле так і не виходив. У сезоні 2021/22 років виступав за «Динамо» в юнацькому чемпіонаті України. У Юнацькій лізі УЄФА дебютував 14 вересня 2021 року в переможному (4:0) домашньому поєдинку 1-го туру групового етапу проти лісабонської «Бенфіки». Максим вийшов на поле в стартовому складі та відіграв увесь матч. Єдиним голом у Юнацькій лізі відзначився 2 листопада 2021 року на 66-й хвилині переможного (4:1) домашнього поєдинку 4-го туру групового етапу проти каталонської «Барселони». Дячук вийшов на поле в стартовому складі та відіграв увесь матч. На турнірі залишався основним гравцем киян, зіграв усі 8 матчів без замін, в яких відзначився 1-м голом.
На початку липня 2022 року побував на тренувальному зборі першої команди «Динамо» у Швейцарії, але тренерському штабу першої команди не підійшов. 11 липня 2022 року відправився у 2-річну оренду до «Олександрії». У футболці першої команди «городян» дебютував 2 жовтня 2022 року в переможному (2:1) виїзному поєдинку 5-го туру Прем'єр-ліги України проти одеського «Чорноморця». Максим вийшов на поле в стартовому складі та відіграв увесь матч.

## Кар'єра в збірній
Викликався до юнацьких збірних України різних вікових категорій.
У футболці юнацької збірної України (U-17) дебютував 26 серпня 2019 року в переможному (2:1) домашньому товариському поєдинку проти однолітків з Латвії. Максим вийшов на поле в стартовому складі та відіграв увесь матч. Загалом провів 8 поєдинків за команду U-17.

## Статистика виступів

### Клубна статистика
Станом на 24 травня 2025 року
| Сезон             | Команда           | Чемпіонат         | Чемпіонат | Чемпіонат | Кубок | Кубок | Кубок | Єврокубки | Єврокубки | Єврокубки | Інші кубки | Інші кубки | Інші кубки | Всього | Всього |
| Сезон             | Команда           | Змаг.             | Матчі     | Голи      | Змаг. | Матчі | Голи  | Змаг.     | Матчі     | Голи      | Змаг.      | Матчі      | Голи       | Матчі  | Голи   |
| ----------------- | ----------------- | ----------------- | --------- | --------- | ----- | ----- | ----- | --------- | --------- | --------- | ---------- | ---------- | ---------- | ------ | ------ |
| 2022–23           | «Олександрія»     | УПЛ               | 5         | 0         |       | -     | -     |           | —         | —         |            | -          | -          | 5      | 0      |
| 2022–23           | «Динамо»          | УПЛ               | 14        | 0         |       | -     | -     |           | —         | —         |            | -          | -          | 14     | 0      |
| 2023–24           | «Динамо»          | УПЛ               | 19        | 1         | КУ    | 0     | 0     | ЛК        | 1         | 0         |            | -          | -          | 20     | 1      |
| 2024–25           | «Динамо»          | УПЛ               | 8         | 0         | КУ    | 3     | 0     | ЛЧ+ЛЄ     | 2+1       | 0         | —          | —          | —          | 14     | 0      |
| Всього в «Динамо» | Всього в «Динамо» | Всього в «Динамо» | 41        | 1         |       | 3     | 0     |           | 4         | 0         |            | —          | —          | 48     | 1      |
| Всього за кар'єру | Всього за кар'єру | Всього за кар'єру | 46        | 1         |       | 3     | 0     |           | 4         | 0         |            | —          | —          | 53     | 1      |

## Досягнення
«Динамо»:
 Чемпіон України(1): 2025